# الذراع (السبرة)

تعديل مصدري - تعديل

الذراع هي إحدى قرى عزلة المساعدة بمديرية السبرة التابعة لمحافظة إب، بلغ تعداد سكانها 470 نسمة حسب تعداد اليمن لعام 2004.